# Верхнее Турмышево
Ве́рхнее Ту́рмышево (чув. Тури Тӑрмӑш) — деревня в Батыревском районе Чувашской Республики. Входит в состав Тарханского сельского поселения.

## География
Находится в юго-восточной части Чувашии на расстоянии приблизительно 18 км на запад-юго-запад по прямой от районного центра села Батырево.

## История
Известна с 1727 года, когда здесь было 55 жителей мужского пола. Селение основано выходцами из деревни Мукрукасы (ныне не существует) Сундырской волости Кокшайского уезда (ныне территория Мариинско-Посадского района). В 1795 году отмечено 20 дворов, 124 жителя, в 1869—162 жителя, в 1897 — 37 дворов, 229 человек; в 1926 — 59 дворов, 340 человек; в 1939—380 человек, в 1979—480. В 2002 году 96 дворов, в 2010 — 90 домохозяйств. В годы коллективизации образован колхоз «Хастар», в 2010 году работал СХПК «Хастар».

## Население
Население составляло 318 человек (чуваши 98%) в 2002 году, 290 в 2010.